# Arms Corporation
Arms Corporation (有限会社アームス Yūgen-gaisha Āmusu,  cách điệu là ARMS) là một hãng phim hoạt hình Nhật Bản có trụ sở tại Suginami, Tokyo, từng hoạt động vào năm 1996 trở đi cho đến khi bị giải thể vào năm 2020.

## Lịch sử
Arms được thành lập vào ngày 18 tháng 11 năm 1996. Ban đầu, công ty tập trung sản xuất hentai sử dụng nhiều tên gọi như "ARMS", "Dandelion", "Triple X" và "Garyū Studio". Tuy nhiên, do doanh số bán ra của các tựa hentai này suy giảm theo năm, Arms đã chuyển sang sản xuất anime truyền hình, bắt đầu với Mezzo DSA, lên sóng năm 2004.
Vào tháng 8 năm 2017, công ty đổi tên sang Common Sense Inc. (株式会社コモンセンス) nhưng vẫn giữ Arms làm tên thương mại.
Vào ngày 31 tháng 5 năm 2020, Common Sense quyết định giải thể thông qua một cuộc họp công ty, và chính thức bị phá sản vào ngày 4 tháng 8 cùng năm.

## Sản xuất

### Anime truyền hình
| Năm  | Tựa đề                             | Ngày phát sóng | Ngày phát sóng | Đạo diễn           | Số tập | Ghi chú                                                              |
| Năm  | Tựa đề                             | Bắt đầu        | Kết thúc       | Đạo diễn           | Số tập | Ghi chú                                                              |
| ---- | ---------------------------------- | -------------- | -------------- | ------------------ | ------ | -------------------------------------------------------------------- |
| 2004 | Mezzo DSA                          | 4 tháng 1      | 30 tháng 3     | Umetsu Yasuomi     | 12     | Tác phẩm gốc.                                                        |
| 2004 | Elfen Lied                         | 5 tháng 7      | 17 tháng 10    | Kanbe Mamoru       | 13     | Chuyển thể từ manga của Okamoto Lynn.                                |
| 2004 | Kakyūsei 2                         | 1 tháng 10     | 24 tháng 12    | Morino Yōsei       | 13     | Dựa trên trò chơi điện tử của ELF.                                   |
| 2006 | Joshi Kōsei: Girl's High           | 3 tháng 4      | 19 tháng 6     | Fujimoto Yoshitaka | 12     | Chuyển thể từ manga của Oshima Towa.                                 |
| 2006 | Himawari!                          | 8 tháng 4      | 1 tháng 7      | Kageyama Shigenori | 13     | Chuyển thể từ bộ manga của GoDo.                                     |
| 2007 | Himawari!!                         | 6 tháng 1      | 31 tháng 3     | Kageyama Shigenori | 13     | Phần tiếp theo của Himawari!.                                        |
| 2007 | Ikki Tousen: Dragon Destiny        | 26 tháng 2     | 12 tháng 5     | Ōhata Koichi       | 12     | Phần tiếp theo của Ikki Tousen: Battle Vixens.                       |
| 2007 | Genshiken 2                        | 11 tháng 10    | 27 tháng 12    | Yoshimoto Kinji    | 12     | Phần tiếp theo của Genshiken OVA.                                    |
| 2008 | Ikki Tousen: Great Guardians       | 11 tháng 6     | 27 tháng 8     | Ōhata Koichi       | 12     | Phần tiếp theo của Ikki Tousen: Dragon Destiny.                      |
| 2009 | Queen's Blade: Rurō no Senshi      | 2 tháng 4      | 16 tháng 8     | Yoshimoto Kinji    | 12     | Dựa trên thương hiệu sách Queen's Blade của Hobby Japan.             |
| 2009 | Queen's Blade: Gyokuza o Tsugumono | 24 tháng 9     | 10 tháng 12    | Yoshimoto Kinji    | 12     | Phần tiếp theo của Queen's Blade: Rurō no s=Senshi.                  |
| 2010 | Hyakka Ryōran: Samurai Girls       | 4 tháng 9      | 20 tháng 12    | KOBUN              | 12     | Chuyển thể từ bộ light novel của Suzuki Akira và Niθ.                |
| 2012 | Queen's Blade Rebellion            | 3 tháng 4      | 19 tháng 6     | Morino Yōsei       | 12     | Nối tiếp toàn bộ câu chuyện của Queen's Blade.                       |
| 2012 | Hagure Yūsha no Aesthetic          | 6 tháng 7      | 21 tháng 9     | Kujō Rion          | 12     | Dựa trên bộ light novel của Uesu Tetsuto và Tamago no Kimi.          |
| 2013 | Maoyū Maō Yūsha                    | 5 tháng 1      | 30 tháng 3     | Takahashi Takeo    | 12     | Dựa trên bộ light novel của Touno Mamare, Mizutama Keinojou và Toi8. |
| 2013 | Hyakka Ryōran: Samurai Bride       | 5 tháng 4      | 21 tháng 6     | KOBUN              | 12     | Phần tiếp theo của Hyakka Ryōran: Samurai Girls.                     |
| 2013 | Sekai de Ichiban Tsuyoku Naritai!  | 6 tháng 10     | 22 tháng 12    | Kujo Rion          | 12     | Chuyển thể từ bộ manga của ESE và Natsuki Kiyohito.                  |
| 2014 | Wizard Barristers: Benmashi Cecil  | 11 tháng 1     | 30 tháng 3     | Uemetsu Yasuomi    | 12     | Tác phẩm gốc                                                         |
| 2014 | Gokukoku no Brynhildr              | 6 tháng 4      | 29 tháng 6     | Imaizumi Kenichi   | 13     | Chuyển thể từ manga của Okamoto Lynn.                                |
| 2015 | Isuca                              | 24 tháng 1     | 28 tháng 3     | Iwanaga Akira      | 10     | Chuyển thể từ manga của Takahashi Osamu.                             |
| 2015 | Valkyrie Drive: Mermaid            | 10 tháng 10    | 26 tháng 12    | Kaneko Hiraku      | 12     | Thuộc một dự án của Marvelous.                                       |
| 2022 | Shin Ikki Tousen                   | 17 tháng 5     | 31 tháng 5     | Kujo Rion          | 3      | Chuyển thể từ Yūji Shiozaki.                                         |

### OVA
| Tựa đề                                 | Đạo diễn                                         | Phát hành                             | Số tập | Ghi chú                                                                                             |
| -------------------------------------- | ------------------------------------------------ | ------------------------------------- | ------ | --------------------------------------------------------------------------------------------------- |
| Pia Carrot e Yōkoso!! 2 DX             | Morino Yōsei                                     | 18 tháng 12, 1999 – 25 tháng 10, 2000 | 6      | Tập OVA chuyển thể từ visual novel của Cocktail Soft, KID và Stack. Sản xuất dưới tên Garyū Studio. |
| First Kiss Monogatari                  | Fukumoto Kan                                     | 14 tháng 2, 2000                      | 1      | Chuyển thể từ visual novel của HuneX.                                                               |
| One ~Kagayaku Kisetsu e~               | Morino Yōsei                                     | 10 tháng 8, 2001 – 24 tháng 5, 2002   | 4      | Chuyển thể từ visual novel của Tactics. Sản xuất dưới tên Triple X.                                 |
| Nakoruru ~Ano hito kara no okurimono~  | Kanazawa Katsuma                                 | 25 tháng 5, 2002                      | 1      | Chuyển thể từ một trò chơi đối kháng của SNK.                                                       |
| I"s                                    | Morino Yōsei                                     | 9 tháng 12, 2002 – 25 tháng 3, 2003   | 2      | Chuyển thể từ manga của Katsura Masakazu. Hợp tác sản xuất với Pierrot.                             |
| With You: Mitsumeteitai                | Morino Yōsei                                     | 25 tháng 12, 2002 – 25 tháng 5, 2001  | 2      | Chuyển thể từ một trò chơi của Cocktail Soft. Sản xuất dưới tên Triple X.                           |
| Elfen Lied: Regenschauer               | Kanbe Mamoru                                     | 21 tháng 4, 2005                      | 1      | Tập 10.5 của Elfen Lied.                                                                            |
| I"s Pure                               | Kanbe Mamoru                                     | 1 tháng 11, 2005 – 23 tháng 7, 2006   | 6      | Chuyển thể từ bộ manga của Masakazu Katsura. Hợp tác sản xuất với Pierrot.                          |
| Saiyuki Reload Burial                  | Ouata Koichi                                     | 27 tháng 4, 2007 – 28 tháng 12, 2007  | 3      | Chuyển thể từ manga của Minekura Kazuya. Hợp tác sản xuất với Pierrot.                              |
| Ramen Tenshi Pretty Menma              |                                                  | 25 tháng 1, 2008                      | 1      | |
| Kite Liberator                         | Umetsu Yasuomi                                   | 21 tháng 3, 2008                      | 1      | Tác phẩm gốc                                                                                        |
| Naisho no Tsubomi                      | Shigino Akira                                    | 25 tháng 4, 2008 – 27 tháng 6, 2008   | 3      | Chuyển thể từ manga của Yabūchi Yū. Hợp tác vẽ hoạt họa với Studio Kikan.                           |
| Queen's Blade: Utsukushiki Tōshi-tachi | Yoshimoto Kinji                                  | 8 tháng 8, 2010 – 9 tháng 1, 2011     | 6      | Phần tiếp theo của Queen's Blade: Gyokuza wo tsugumono.                                             |
| Ikki Tousen: Shūgaku Tōshi Keppu-roku  | Kujo Rion                                        | 12 tháng 11, 2011                     | 1      | Phần tiếp theo của Ikki Tousen: Xtreme Xecturo.                                                     |
| Gokukoku no Brynhildr: Karasawagi      | Imaizumi Kenichi                                 | 26 tháng 3, 2014                      | 1      | Tập 11.5 của Gokukoku no Brynhildr.                                                                 |
| Ikki Tousen: Extravaganza Epoch        | Kudō Masahi                                      | 21 tháng 12, 2014 – 28 tháng 12, 2014 | 3      | Phần tiếp theo của Ikki Tousen: Shūgaku Tōshi Keppu-roku.                                           |
| Hyakka Ryōran: Samurai After           | Fukushima Toshinori                              | 23 tháng 1 – 1 tháng 7, 2015          | 2      | Phần tiếp theo của Hyakka Ryōran: Samurai Bride.                                                    |
| Isuca: Paradise                        | Iwanaga Akira                                    | 16 tháng 8, 2015                      | 1      | Tập 11 của Isuca.                                                                                   |
| Ikki Tousen: Western Wolves            | Watanabe Takashi (tổng đạo diễn) Satō Mitsutoshi | 3 tháng 1, 2019 – 27 tháng 2, 2019    | 3      | |

### Hentai
| Năm phát hành | Tựa đề                                       | Đạo diễn                            | Số tập | Ghi chú            |
| ------------- | -------------------------------------------- | ----------------------------------- | ------ | ------------------ |
| 1992          | Injū Gakuen La Blue Girl                     | Fukumoto Kan                        | 4      | Dưới tên Dandelion |
| 1994          | Injū Gakuen EX                               | Kan Fukumoto                        | 2      | Dưới tên Dandelion |
| 1994          | Dōkyūsei: Natsu no Owari ni                  | Yoshimoto Kinji                     | 4      | Dưới tên Triple X  |
| 1994          | Seijūden Twin Dolls                          | Fukumoto Kan                        | 2      | Dưới tên Dandelion |
| 1994          | Shin Angel                                   | Tooyoka Kaoru                       | 5      | Dưới tên Dandelion |
| 1994          | Sailor Senshi Venus 5                        | Inoue Osamu                         | 2      | Dưới tên Dandelion |
| 1994          | Boku no Sexual Harassment                    | Morino Yōsei                        | 3      | Dưới tên Triple X  |
| 1995          | Dragon Knight Gaiden                         | Toyooka Kaoru                       | 1      | Dưới tên Triple X  |
| 1995          | Injū Seisen Twin Angels                      | Fukumoto Kan                        | 8      | Dưới tên Dandelion |
| 1995          | Dragon Rider                                 |                                     | 2      | Dưới tên Triple X  |
| 1995          | Dōkyūsei Climax                              | Fukumoto Kan, Kobayashi Takashi     | 2      | Dưới tên Triple X  |
| 1996          | Akiko                                        | Toyooka Kaoru                       | 2      | Dưới tên Triple X  |
| 1996          | Can Can Bunny Extra                          | Kanazawa Katsuma                    | 2      | Dưới tên Triple X  |
| 1996          | Dōkyūsei 2                                   | Morino Yōsei                        | 12     | Dưới tên Triple X  |
| 1996          | Orchid Emblem                                | Hideaki Kushi                       | 1      | Dưới tên Dandelion |
| 1996          | Advancer Tina                                | Fukumoto Kan                        | 1      | Dưới tên Dandelion |
| 1996          | Nonomura Byouin no Hitobito                  | Andō Nobuetsu                       | 2      | Dưới tên Triple X  |
| 1996          | Kawarazaki-ke no Ichizoku The Animation      |                                     | 2      | Dưới tên Triple X  |
| 1997          | Amy to Yobanaide                             | Fukumoto Kan                        | 2      | Dưới tên Triple X  |
| 1997          | Tokyo Kidou Police                           | Higashi Shinichi                    | 2      | Dưới tên Dandelion |
| 1997          | Virtuacall 2                                 | Toyooka Kaoru                       | 2      | Dưới tên Triple X  |
| 1997          | Pia Carrot e Yōkoso!!                        | Kanazawa Katsuma                    | 3      | Dưới tên Triple X  |
| 1997          | Gloria: Kindan no Ketsuzoku                  | Kuroda Yasuhiro                     | 3      | Dưới tên Triple X  |
| 1997          | Isaku                                        | Katsuma Kanazawa                    | 3      | Dưới tên Triple X  |
| 1997          | Dousou Kai                                   | Fukumoto Kan                        | 4      |                    |
| 1998          | A Kite                                       | Umetsu Yasuomi                      | 2      |                    |
| 1998          | Mujintou Monogatari X                        | Kanazawa Katsuma                    | 4      | Dưới tên Triple X  |
| 1998          | Midnight Panther                             | Morino Yōsei                        | 2      |                    |
| 1998          | Pia Carrot e Yōkoso!! 2                      | Kan Fukumoto                        | 3      | Dưới tên Triple X  |
| 1999          | Natural (Teacher's Pet)                      | Fukumoto Kan                        | 4      |                    |
| 1999          | Words Worth                                  | Fukumoto Kan                        | 5      |                    |
| 1999          | Mujintou Monogatari XX                       | Kanazawa Katsuma                    | 4      | Dưới tên Triple X  |
| 2000          | Luv Wave                                     | Kanazawa Katsuma                    | 3      | Dưới tên Triple X  |
| 2000          | Mezzo Forte                                  | Yasuomi Umetsu                      | 2      |                    |
| 2001          | Isaku Respect                                |                                     | 3      | Dưới tên Triple X  |
| 2001          | Shinseiki Inma Seiden                        | Fukumoto Kan                        | 6      |                    |
| 2001          | él                                           | Kanazawa Katsuma                    | 2      |                    |
| 2001          | Injū Gakuen La Blue Girl Fukkatsu-hen        | Fukumoto Kan, Ogawa Hiroshi         | 4      |                    |
| 2001          | Princess Memory                              |                                     | 2      |                    |
| 2001          | Natural 2: Duo                               | Yoshimoto Kinji                     | 4      |                    |
| 2002          | flutter of birds: Tori-tachi no Habataki     | Fujimoto Yoshitaka                  | 2      |                    |
| 2002          | Words Worth Gaiden                           |                                     | 2      |                    |
| 2002          | Dousou Kai Again                             | Fukumoto Kan                        | 2      | Dưới tên Triple X  |
| 2002          | Mizuiro                                      | Awai Shigeki                        | 2      |                    |
| 2003          | Dorei Kaigo                                  | Kanazawa Katsuma                    | 3      |                    |
| 2003          | Hotaruko                                     | Kanazawa Katsuma                    | 3      |                    |
| 2003          | flutter of birds II: Tenshi-tachi no Tsubasa | Nakajima Hiroaki                    | 2      |                    |
| 2003          | Dark Shell: Ori no Naka no Namameki          | Kanazawa Katsuma                    | 2      |                    |
| 2003          | One: Kagayaku Kisetsu e - One: True Stories  | Fukumoto Kan                        | 3      |                    |
| 2003          | Nikutai Ten'i                                | Fujimoto Yoshitaka                  | 2      |                    |
| 2004          | Kawarazaki-ke no Ichizoku 2                  |                                     | 4      |                    |
| 2004          | Ai Shimai Tsubomi... Kegashite Kudasai       |                                     | 2      |                    |
| 2005          | Front Innocent: Mou Hitotsu no Lady Innocent | Yoshimoto Kinji, Urushihara Satoshi | 1      |                    |
| 2005          | Hininden: Gauss                              | Fukumoto Kan                        | 1      |                    |